# 千葉市民花火大会
千葉市民花火大会（ちばしみんはなびたいかい）とは、千葉県千葉市で毎年8月に行われている花火大会のことを指す。千葉市民花火大会実行委員会主催。開催地を美浜区の幕張新都心に移転後（後述）は幕張ビーチ花火フェスタ（まくはりビーチはなびフェスタ）との通称でも呼ばれている。

## 概要
千葉市民花火大会の第1回目は1978年（昭和53年）に稲毛海浜公園（いなげの浜）にて開催された。千葉市での花火大会は1948年（昭和23年）から1973年（昭和48年）にも出洲海岸にて開催されていたが、花火の実施場所が揚陸材木の蓄積場所になったことから、開催終了となっていたため、5年ぶりの復活となった。
その後、いなげの浜の周囲が宅地化され、住宅街への降灰事例が発生したことを受けて、1988年（昭和63年）から会場が千葉ポートパークに変更となった。
2011年（平成23年）は東日本大震災の影響で実施予定日に同日開催を予定していた江戸川花火大会（東京都江戸川区・千葉県市川市）や佐倉市民花火大会（佐倉市）が中止になったことで、観覧者の大幅増加が見込まれたため、警備や安全面の観点から中止した。
2012年（平成24年）からは会場を幕張海浜公園に移転した上で開催されている。

## テレビ中継
- ケーブルテレビ「J:COM 千葉セントラル」のJ:COMチャンネル[注釈 1]及びYouTubeにて放送・配信されている[6]。
- 2022年（令和4年）度はテレビ東京制作の『隅田川花火大会特別編』に内包する形で本大会の一部が放映された[7]。
- 2025年（令和7年）度は千葉テレビ放送でも生中継された[8][9]。

## 交通アクセス
- JR京葉線「海浜幕張駅」から幕張海浜公園まで徒歩約15分 - 20分、幕張メッセ駐車場まで徒歩約20分。
- JR総武線「幕張本郷駅」、京成千葉線「京成幕張本郷駅」から京成バス「海浜幕張駅」行き乗車、終点下車。
- JR総武線「幕張駅」から千葉シーサイドバス「海浜幕張駅」行き[注釈 2]乗車、終点下車。
- JR総武線、総武快速線「稲毛駅」
  - 東口から平和交通「海浜幕張駅」行き乗車、終点下車。
  - 西口から京成バス千葉セントラル「ZOZOマリンスタジアム」行き[注釈 3]、「幕張豊砂駅（イオンモール幕張新都心エキマエモール）」行き乗車、「海浜幕張駅」下車。

- 花火大会終了後、海浜幕張駅から「幕張本郷駅」行き、「JR幕張駅」方面行き[13][14]、「稲毛駅東口」行き[15]の臨時バスが運行される。